# Sieczkarnia samojezdna Orkan Z320
 Sieczkarnia samojezdna Orkan Z320 (KS2s) – druga z kolei polska sieczkarnia samojezdna.

## Historia i informacje ogólne

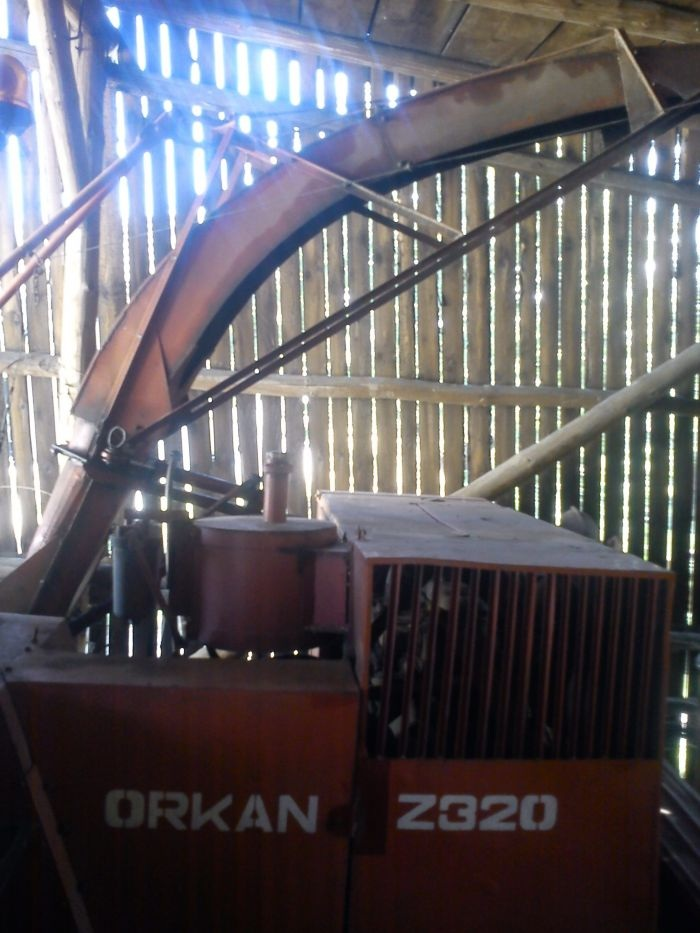
Nazwa "Orkan Z320" widniała na lewym boku maszyny

Produkowano ją w Poznańskiej Fabryce Maszyn Żniwnych. O konieczności stworzenia maszyny o wydajności większej niż Z310 (KS1s) mówiono już w roku 1973. Początkowo przewidywano rozpoczęcie jej produkcji na lata 1974-75. Ostatecznie jednak rozpoczęto ją dopiero w czwartym kwartale 1976 roku. Sieczkarnię Z320 stworzono poprzez wprowadzenie kilku zmian konstrukcyjnych w sieczkarni Z310 oraz zamontowanie mocniejszego silnika. Części wykorzystane do budowy sieczkarni KS2s zostały zunifikowane z tymi wykorzystanymi do budowy innych polskich sieczkarni: samojezdnej Z310 i przyczepianej Z305, a także z tymi wykorzystanymi do budowy kombajnów zbożowych Bizon. 
Dzięki modernizacji przybliżono się do celu, jakim było zaspokojenie potrzeb wielkich Państwowych Gospodarstw Rolnych, które wykazywały duże zapotrzebowanie na wydajne maszyny do zbioru zielonek. Mimo to Poznańska Fabryka Maszyn Żniwnych nadal starała się tworzyć coraz lepsze i wydajniejsze sieczkarnie samojezdne. Skutkiem tego było skonstruowanie kolejnej sieczkarni Z330 (KS3s). Sieczkarnia KS2s była dostępna w sprzedaży w różnej kompletacji, która była zależna od kupującego. Każdy element agregatu miał oddzielne nazwy oraz swój symbol handlowy. Podstawowym wyposażeniem sieczkarni Z320 był przyrząd do zielonek niskich Z311 z wózkiem transportowym. Na życzenie klienta (po uprzednim dokonaniu dopłaty) dołączano przyrząd do zbioru zielonek wysokich oraz przyrząd podbierający. Nazwa sieczkarni KS2s była używana sporadycznie, od samego początku przyjęto nazwę biorącą się od maszyny podstawowej Z320. Produkcja KS2s odbywała się co najmniej do 1980 roku.

## Budowa i dane techniczne
Rozwiązanie konstrukcyjne zastosowane w sieczkarni samojezdnej KS2s przewidywało możliwość agregatowania z wymiennymi przyrządami zbierającymi (przystawkami). W skład sieczkarni wchodziły: maszyna podstawowa Z320, przyrząd do zbioru zielonek niskich Z311, przyrząd do zbioru zielonek wysokich Z308 a także przyrząd podbierający Z313. Przystawki montowano na maszynie - bazie.

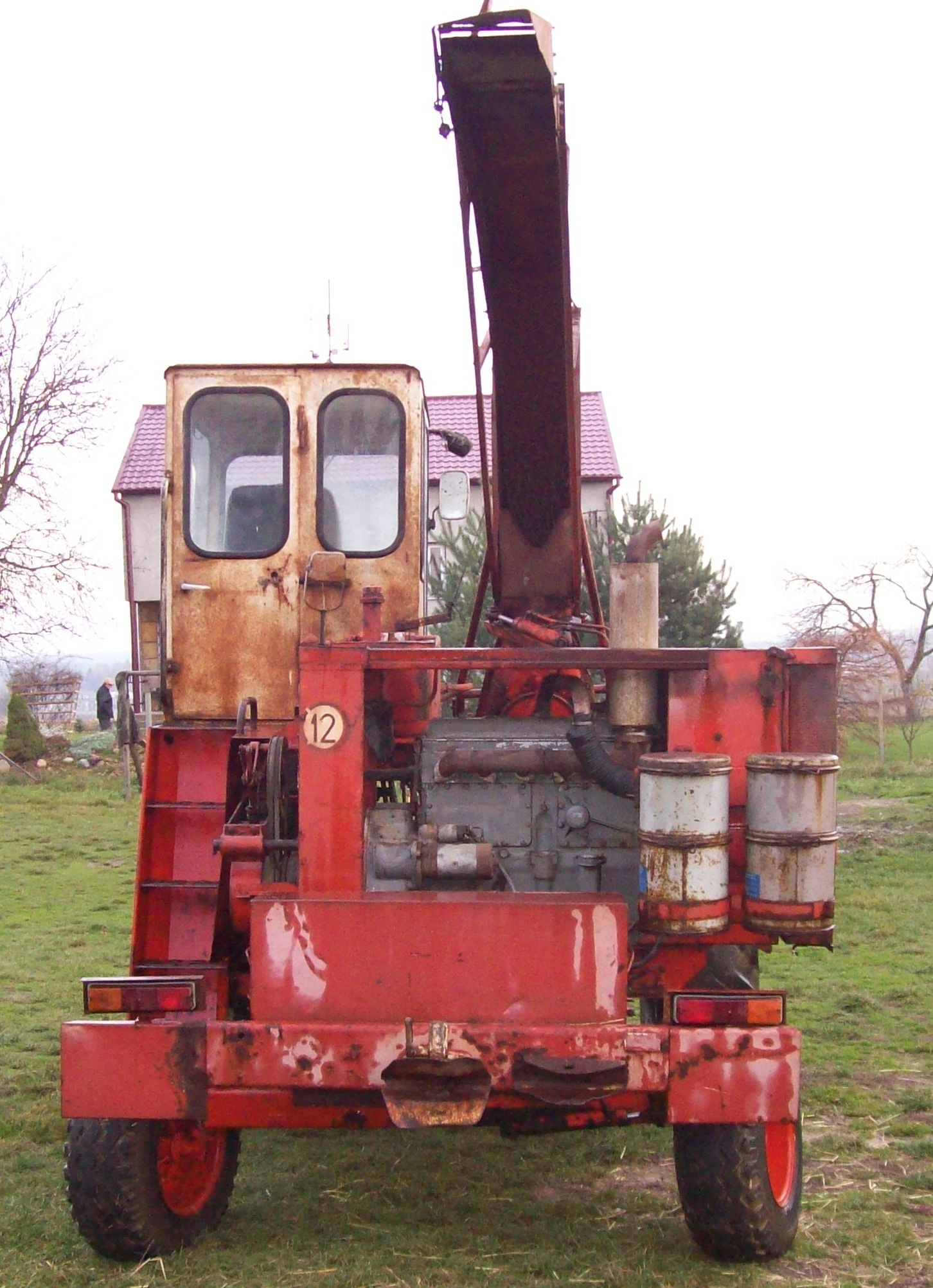
W odróżnieniu od Z310 akumulatory u Z320 znajdowały się z tyłu

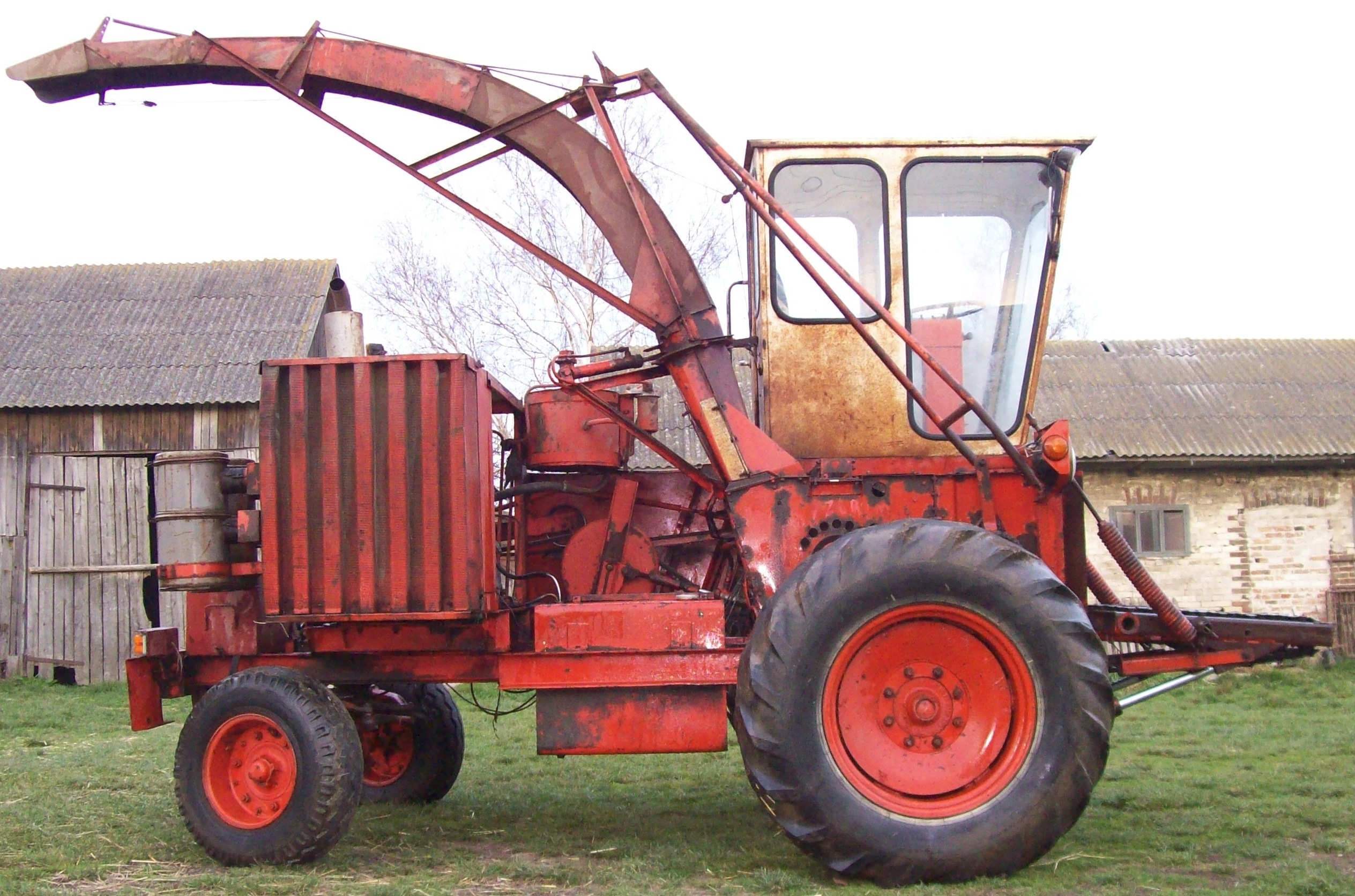
Kanał wyrzutowy w płaszczyźnie poziomej był regulowany hydraulicznie

### Maszyna podstawowa Z320
Budowa maszyny podstawowej Z320 była taka sama jak maszyny podstawowej Z310. Składała się z zespołu napędowo-jezdnego oraz zespołów roboczych rozdrabniających i transportujących. Źródłem napędu sieczkarni był wysokoprężny silnik 6CT107/R1 z turbodoładowarką 3LD.1.2.24 o mocy 137 KM. Jego zamocowanie na saniach(podobnie jak u poprzedniczki) ułatwiało zamontowanie go na maszynie, naciąg pasów oraz demontaż w celu wykonania naprawy, ewentualnie przechowania go na okres zimowy. Napęd z silnika na mechanizmy robocze był przenoszony za pomocą sprzęgła jednotarczowego, a na mechanizm jezdny za pomocą pasa klinowego bezpośrednio na przekładnię. Bezstopniowa regulacja prędkości jazdy maszyny umożliwiała dobór optymalnych parametrów w każdych warunkach pracy. W porównaniu do maszyny podstawowej Z310 wprowadzono jeszcze inne zmiany oprócz tej dotyczącej jednostki napędowej. Filtry powietrza: zewnętrzny umieszczony dotychczas nad kabiną kierowcy oraz wewnętrzny zastąpiono dwoma filtrami multicyklonami, umieszczono je po obu stronach silnika. Akumulatory zostały przeniesione na tył sieczkarni. Zadbano również o polepszenie przenoszenia masy, w tym celu zmniejszono podziałkę listew przenośnika oraz zlikwidowano blachę naprowadzającą. Najbardziej widoczną zmianą w wyglądzie zewnętrznym u sieczkarni Z320 w stosunku do Z310 była zmiana wyglądu świateł przednich, można nawet powiedzieć, że ułatwiło to ich rozróżnienie. Mały promień skrętu pomimo kilku zmian w parametrach technicznych nie zmienił się, mianowicie było to 5 metrów. Sterowanie tylnymi kołami przy pomocy hydraulicznego urządzenia wspomagającego typu Orbitrol zapewniało dobrą sterowność i manewrowość maszyny. Nadal stosowano trzybiegową przekładniową skrzynię biegów, która umożliwiała jazdę do przodu z prędkością od 1,53 km/h do 20,2 km/h (1 bieg: 1,53-3,64 km/h; 2 bieg: 3,50-8,30 km/h; 3 bieg: 8,50-20,2 km/h) oraz jazdę do tyłu z prędkością od 3,30 km/h do 7,35 km/h. Dużą sprawność agregatowania przyczep zapewniał automatyczny zaczep z tyłu maszyny podstawowej. Zabudowanie pomostu zamykaną i przeszkloną kabiną oraz zgodne z zasadami ergonomii usytuowanie dźwigni, stwarzały komfortowe warunki pracy jednoosobowej obsłudze w każdych warunkach atmosferycznych. Agregatowanie maszyny podstawowej z wymiennymi przyrządami według założeń miało być szybkie i miało trwać zaledwie minutę.

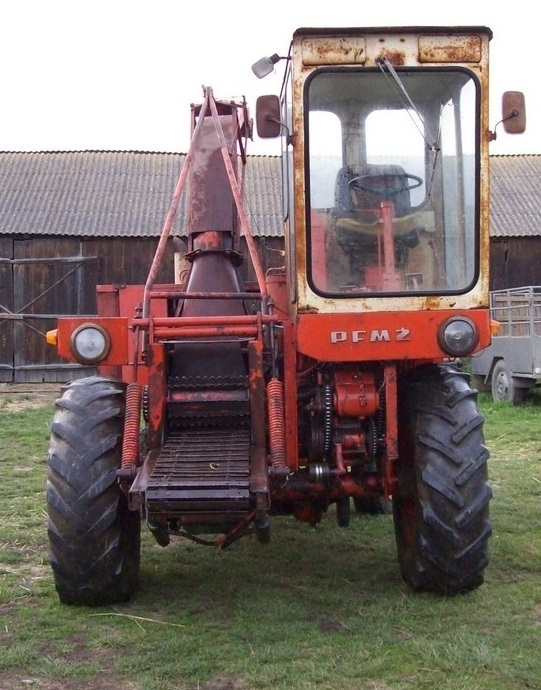
Na pomoście zamontowana była przeszklona, szczelnie zamykana kabina

Ulepszona konstrukcja sieczkarni umożliwiała cięcie sieczki z dokładnością do 90% założonej długości. Jeżeli chodzi o zespół rozdrabniający, jego budowa i parametry nie zmieniły się. Bęben nożowy (prędkość obrotowa 1120 obr./min) o średnicy 620 mm i szerokości 500 mm w zależności od ilości noży: 8-4-2,  pozwalał otrzymywać 11 różnych zakresów długości sieczki (5-8-10-13-16-20-26-32-40-52-80 mm).  Sieczkarnia posiadała mechanizm nawrotowy, pozwalający na zmianę kierunku obrotów walców zgniatających i przenośnika łańcuchowego, co umożliwia, w przypadku zapchania wycofanie nagromadzonej masy z powrotem na przyrząd roboczy. Przenośnik łańcuchowo-listwowy sieczkarni o szerokości 450 mm miał zmienne prędkości robocze wynoszące: 0,63; 0,99; 1,6; 2,52 m/s, a przy wycofywaniu masy: 0,61; 0,98; 1,53; 2,45 m/s. 

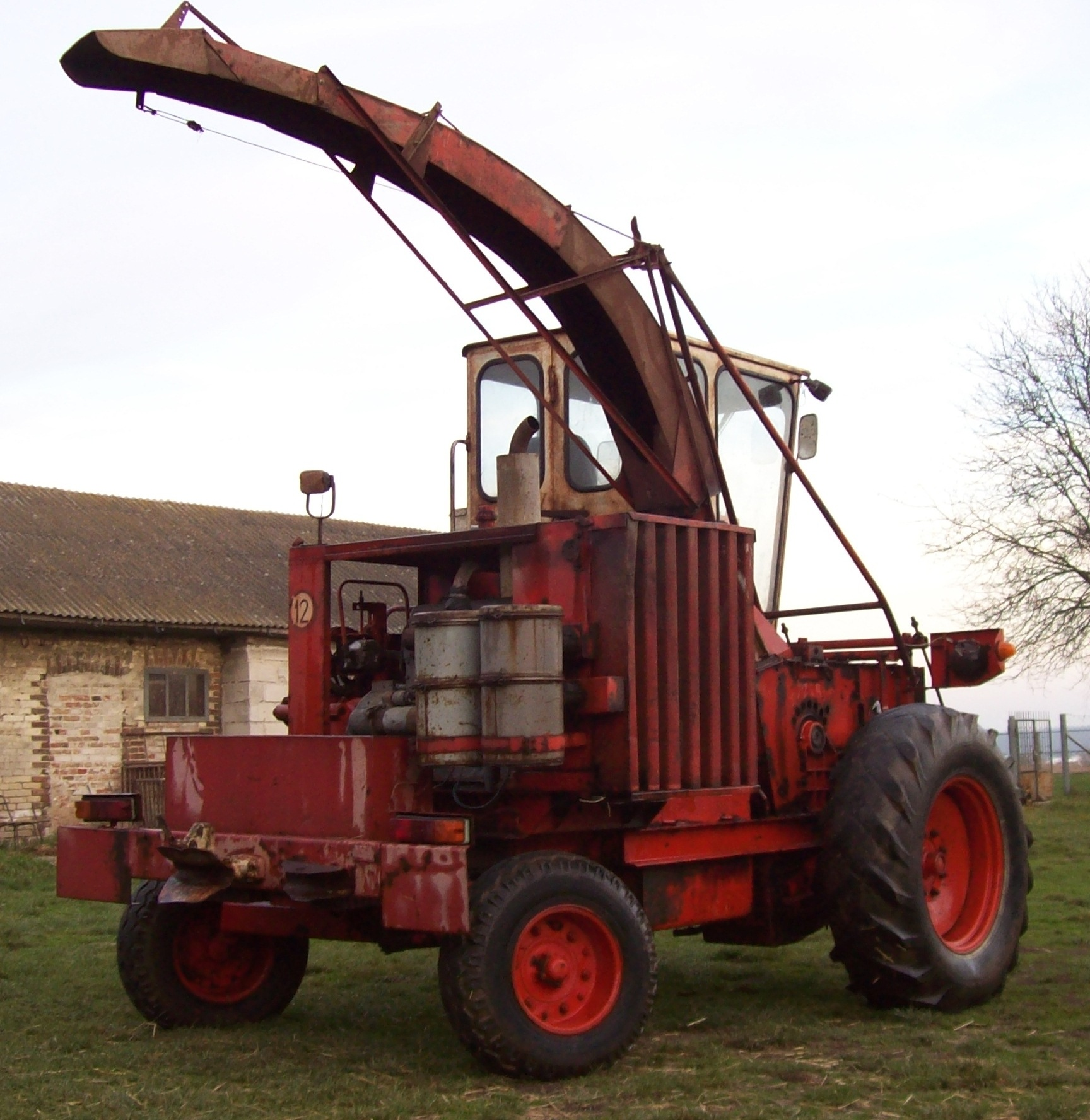
Promień skrętu maszyny wynosił 5 metrów

Ponadto sieczkarnia miała wbudowaną ostrzałkę, za pomocą której możne było ostrzyć noże bębna bez ich demontażu, w czasie jałowego biegu bębna sieczkarni. Stalnica (przeciwostrze noży bębna) wykonano ze stalowego pręta kwadratowego, co umożliwiało kolejne przestawienie krawędzi roboczych przez przekręcenie stalicy o kąt 90 stopni. Załadunek pociętej masy na przyczepy objętościowe odbywał się za pośrednictwem kanału wyrzutowego. Jego regulacja w płaszczyźnie poziomej odbywała się hydraulicznie a pionowej natomiast mechanicznie. Zasięg wyrzutu sieczki szacowano nawet na długość przekraczającą 12 metrów w zależności od rozdrabnianego materiału. Maszyna podstawowa miała wbudowane sprężyny amortyzujące, które odciążały zawieszenie mocowania przyrządów. Położenie przyrządów roboczych w płaszczyźnie pionowej regulowano hydraulicznie. Napięcie instalacji elektrycznej to 24 V. 
Sieczkarnia miała dwuosiowe podwozie z tylną osią skrętną. Wymiary ogumienia w porównaniu do Z310 pozostały niezmienione: przód 16,9-14x28; tył 10x15.
Przepustowość sieczkarni Z320 (KS2s) przekraczała 60 t/h, w porównaniu do osiągnięć poprzedniczki wzrosła o około 10 t/h.
Dane techniczne maszyny podstawowej Z320:
- Wymiary:
  - długość 5880 mm
  - szerokość 2400 mm
  - wysokość 3800 mm
  - prześwit transportowy 300 mm
- Masa 5100 kg

### Przyrząd do zbioru zielonek niskich Z311
Ze względu na swą szerokość (3,6 m) musiał być przewożony na miejsce pracy przy pomocy specjalnego wózka transportowego, przeznaczonego do tego celu. Zdemontowany przyrząd Z311 umieszczony na wózku mógł być zaczepiany z tyłu maszyny podstawowej lub sprzęgany z ciągnikiem rolniczym. Ważną zmianą było skonstruowanie nowego wózka. Dotychczas stosowano wózek dwuosiowy, czterokołowy. W celu ułatwienia manewru cofania maszyną lub ciągnikiem sprzężonym z wózkiem zastąpiono dwie osie jedną dwukołową osią oraz zastosowano podporę. Innych zmian związanych z przyrządem Z311 nie wprowadzono. Konstrukcja mechanizmu tnącego normalnego cięcia, gwarantowała czysty zbiór roślin przy prędkości do 8 km/h, przy minimalnej wysokości koszenia 10 cm. Wysokość koszenia mogła być regulowana bezpośrednio za pomocą hydraulicznego układy wydźwigowego, natomiast podstawowa wysokość cięcia mogła być regulowana przez odpowiednie ustawienie płóz, dzięki temu można było uzyskać minimalną wysokość cięcia bliską 4 cm. Zastosowane sprzęgła przeciążeniowe w układzie napędu łańcuchów podających oraz pracujące w kąpielach olejowych przekładnie zębate miały gwarantować trwałość przyrządu. Skok listwy nożowej wynosił 76,2 mm. Przystawka była używana do koszenia lucerny, koniczyny, traw i mieszanek zbożowych oraz do kukurydzy i słonecznika do wysokości 1,5 m. Uniwersalny nagarniacz ze sterowanymi sprężystymi palcami pomagał przy zbiorze roślin wyległych. Na wypadek zapchania bądź napotkania przeszkody był zabezpieczony sprzęgłem przeciążeniowym. Wydajność przyrządu podczas współpracy z sieczkarnią samojezdną Z320 (KS2s) sięgała 2 ha/h lub 60 t/h. 

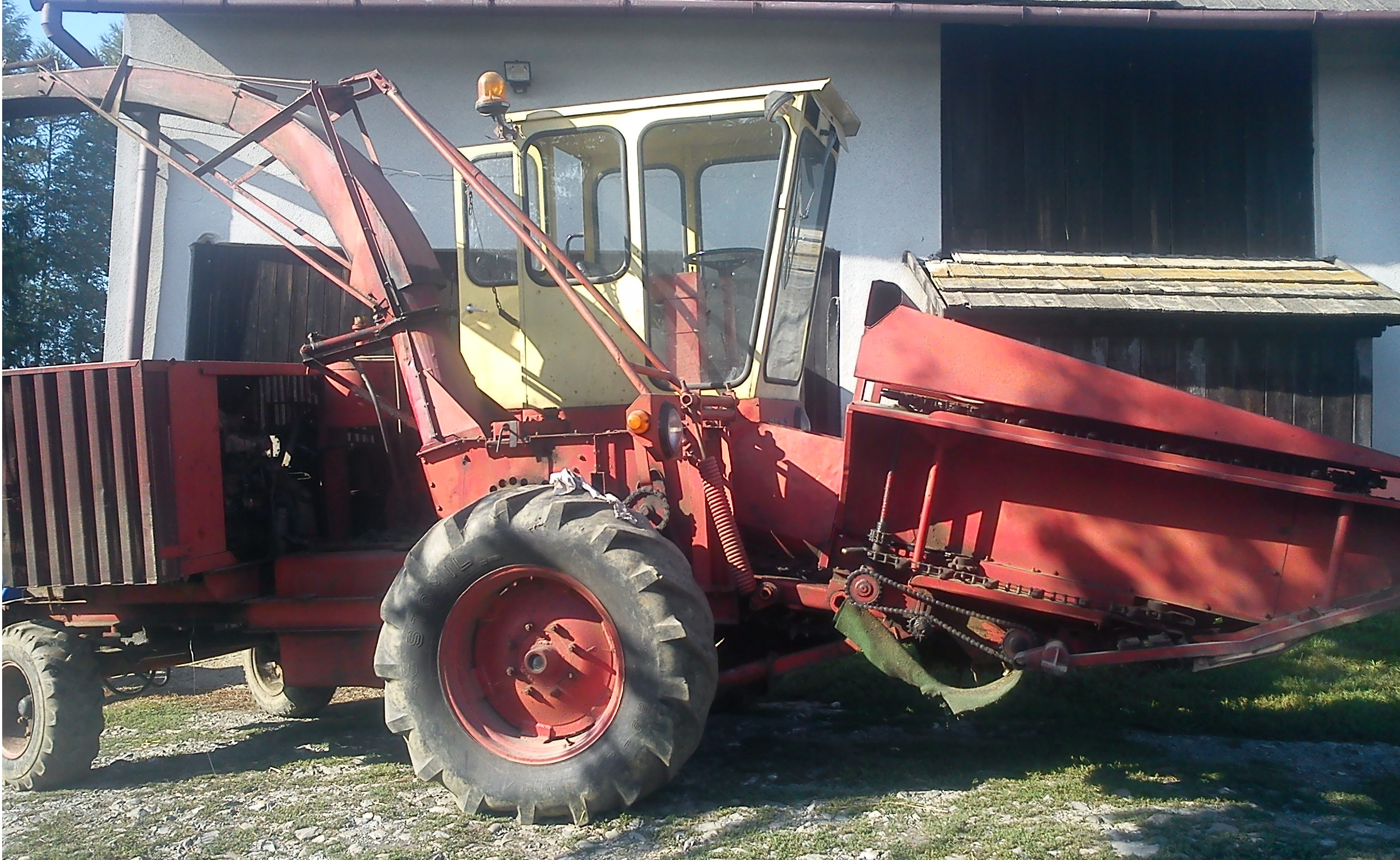
Przyrząd Z308 umożliwiał zbiór roślin z prędkością roboczą do 8 km/h

Dane techniczne przyrządu do zielonek niskich Z311:
- Wymiary:
  - długość: 4040 mm
  - szerokość: 2010 mm
  - wysokość: 1320 mm
- Masa: 1100 kg
- Szerokość robocza: 3600 mm.

### Przyrząd do zbioru zielonek wysokich Z308

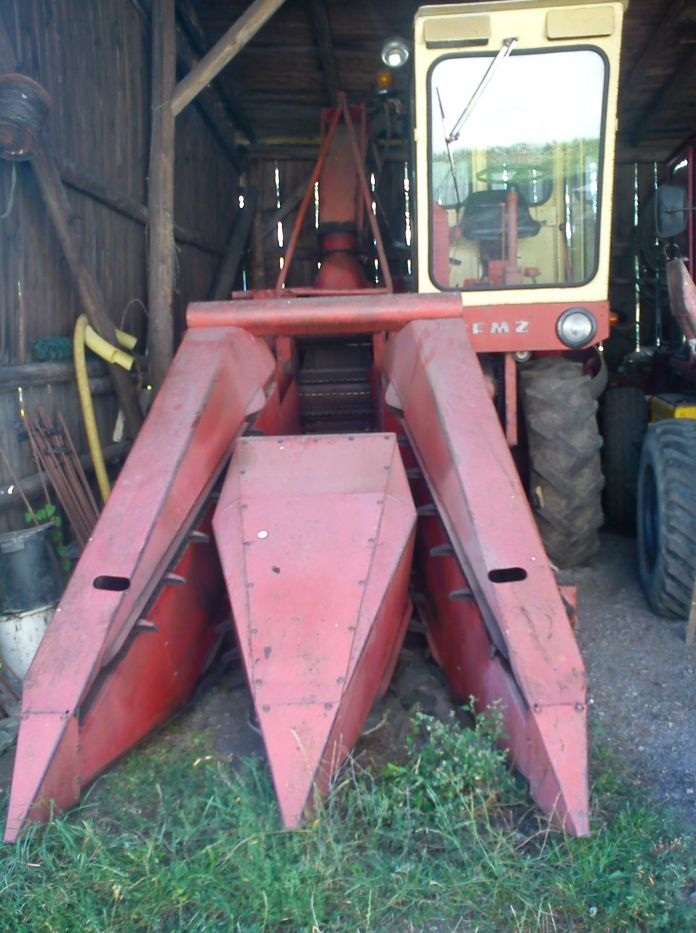
Dwurzędowy przyrząd Z308

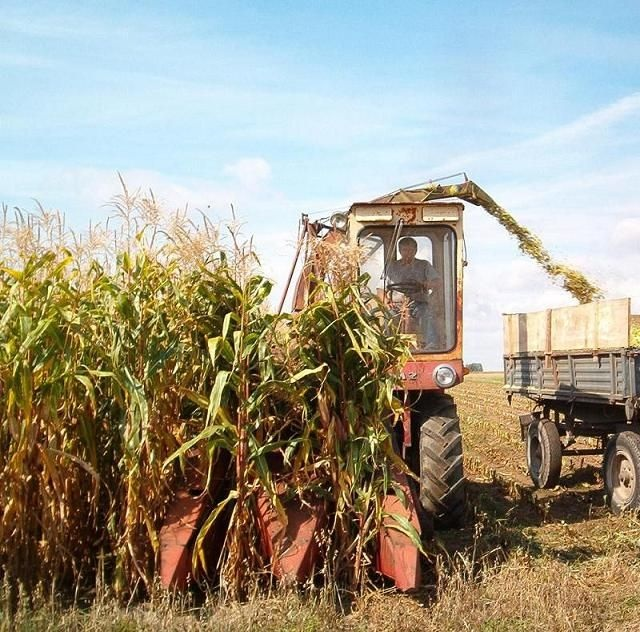
Orkan Z320 z przyrządem Z308 podczas koszenia kukurydzy

Służył do zbioru roślin wysokich z pnia (kukurydza, słonecznik), sianych w rzędach o rozstawie od 70 do 80 cm. Przystawka kosiła równocześnie dwa rzędy roślin. Aby praca przyrządu i sieczkarnia była płynna, łodygi koszonych roślin powinny przekraczać 1,5 m. Był on wyposażony w rozdzielacze, specjalny typ mechanizmu tnącego i układ łańcuchów podających rośliny (zarówno proste jak i pochylone). Sprawne działanie wszystkich elementów przystawki Z308 zapewniało prawidłowe przenoszenie ściętej masy. Prędkość pracy mogła dochodzić do 8 km/h. Minimalna wysokość cięcia wynosiła 10 cm, jej regulacja odbywała hydraulicznie mechanizmem wydźwigowym sieczkarni. W roku 1975 opracowano adapter trzyrzędowy, nadal jednak produkowano adapter dwurzędowy. Wydajność przyrządu Z308 podczas współpracy z sieczkarnią samojezdną Z320 (KS2s) była wyższa niż 1 ha/h lub 35 t/h.
Dane techniczne przystawki do zielonek wysokich Z308:
- Wymiary:
  - długość: 3060 mm
  - szerokość: 2130 mm
  - wysokość: 1660 mm
- Masa: 700 kg
- Szerokość robocza: 1600 mm (2 rzędy o rozstawie 80 cm).

### Przyrząd podbierający Z313

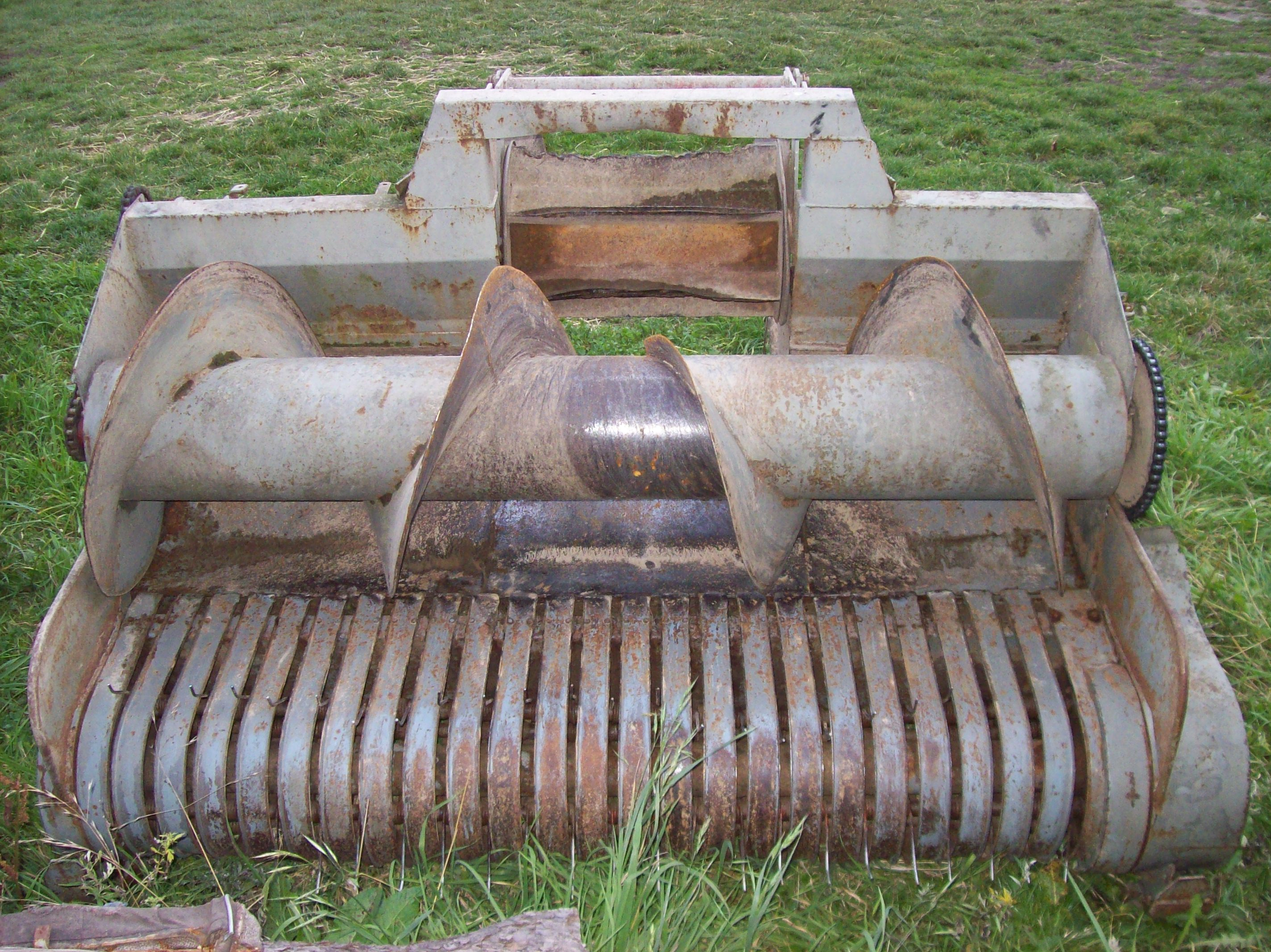
Przyrząd podbierający Z313

Przeznaczony był do zbierania podsuszonych zielonek lub siana z pokosów lub wałów oraz do zbioru słomy po kombajnie zbożowym. Podstawowym zespołem roboczym przyrządu był podbieracz o sterowanych za pomocą krzywki sprężynowych palcach podbierających. Gwarantował on czyste zbieranie masy przy prędkości do 8 km/h. Sprzęgło przeciążeniowe eliminowało możliwość powstawania uszkodzeń, a regulacja wysokości podbierania odbywała się hydraulicznie. Podbieracz Z313 był ulepszoną wersją podbieracza Z307, z którym również mogła współpracować sieczkarnia Z320. Odpowiednia szerokość transportowa nie wymuszała demontażu przyrządu z maszyny podstawowej na czas poruszania się po drogach publicznych. Przetaczanie zdemontowanego przyrządu miały ułatwiać wbudowane stalowe koła. Wydajność przyrządu podbierającego Z313 we współpracy z sieczkarnią samojezdną Z320 (KS2s) wynosiła ponad 50 t/h (2 ha/h).
Dane techniczne przyrządu podbierającego Z313: 
- Wymiary:
  - długość: 2000 mm
  - szerokość: 1980 mm
  - wysokość: 1120 mm
- Masa: 440 kg
- Szerokość robocza: 1800 mm